# Jože Resman
Jože Resman, slovenski politik, * 4. februar 1946.
Med letoma 1992 in 2002 je bil član Državnega sveta Republike Slovenije.